# Meslin
Meslin è un comune francese soppresso e frazione del dipartimento delle Côtes-d'Armor nella regione della Bretagna. Dal 1º gennaio 2016 si è fuso con il comune di Lamballe.

## Società

### Evoluzione demografica
Abitanti censiti